# Kallfors Golf
Kallfors Golf är en golfklubb i Södermanland, tillhörande Södermanlands golfdistriktsförbund. Golf Digest rankade den som nr 25 av Sveriges golfbanor år 2012.

## Bakgrund
Lars Flyning startade golfklubben på sin gård i Järna utanför  Södertälje år 1995. Två år senare påbörjades bygget, vilket höll på hela år 1997. Banan såddes sommaren –98, och samma år gick man med i Svenska Golfförbundet. Kallfors öppnades för spel den 19 juni året därefter. Nästa expansion skedde år 2003, då nio nya hål byggdes och de gamla första nio hålen på 18-hålsbanan fick sedermera fungera som en enskild niohålsbana. Klubben har utöver två golfbanor, en 18-håls samt en 9-hålsbana dessutom ett klubbhus med restaurang samt ett hotell.
18-hålsbanan blev av Golf Digest rankad som nr 19 år 2010 och nr 25 år 2012. Banan var värd för finalen på den svenska proffstouren Nordea Tour (dåvarande SAS Masters Tour) både 2008 och 2009.
Kallfors GK har samma ägare som närbelägna pay and play-banan Järna GK.